# Karel Neffe (1948–2020)
Karel Neffe (ur. 6 lipca 1948 w Pradze, zm. 13 lutego 2020) – czeski wioślarz reprezentujący Czechosłowację, brązowy medalista olimpijski.

## Kariera
Wystąpił na igrzyskach olimpijskich w Monachium w 1972, gdzie osada Czechosłowacji w składzie: Otakar Mareček, Karel Neffe, Vladimír Jánoš, František Provazník i Vladimír Petříček zdobyła brązowy medal w czwórkach ze sternikiem. W wyścigu finałowym o 3,79 sekundy wyprzedziła ich osada RFN, a o 2,34 sekundy szybsza była osada NRD. Na rozgrywanych cztery lata później igrzyskach olimpijskich w Montrealu w 1976 zajął czwarte miejsce w tej samej konkurencji. Walkę o brązowy medal Czechosłowacy przegrali z reprezentantami RFN o 0,19 sekundy. Brał też udział w igrzyskach olimpijskich w Moskwie w 1980, zajmując czwarte miejsce w ósemkach. Tym razem walkę o podium Czechosłowacy przegrali z osadą ZSRR o 1,09 sekundy.
Razem z Karelem Mejtą i Jiřím Ptákiem (sternik) zajął trzecie miejsce w dwójkach ze sternikiem na mistrzostwach świata w Amsterdamie (1977).
W czwórkach ze sternikiem zdobywał również brązowe medale na mistrzostwach Europy w Duisburgu (1965) i mistrzostwach Europy w Moskwie (1973). Ponadto był też trzeci w ósemkach na mistrzostwach Europy w Kopenhadze (1963).
Po zakończeniu kariery został trenerem, pracował między innymi z reprezentacją kraju.
Jego syn, Karel Neffe młodszy także został wioślarzem.